# 布爾內斯 (智利)

布爾內斯（西班牙語：Bulnes），是智利的城市，位於該國中部比奧比奧大區的紐布萊省，面積425.4平方公里，海拔高度78米，2012年人口20,763人，人口密度每平方公里49人。
36°44′33″S 72°17′54″W / 36.74250°S 72.29833°W